# Henri Aubanel
Pour les articles homonymes, voir Aubanel.
Henry Aubanel, né le 12 juin 1911 à Paris 6e et mort le 20 novembre 1998 à Arles, est un écrivain et manadier français.

## Biographie
Petit-neveu de Théodore Aubanel, fils de l'avocat et essayiste Pierre Aubanel, Henry Charles Marie Urbain Aubanel naît en 1911.
Époux de Frédérique, fille de Folco de Baroncelli, il est le père de Pierre (qui perpétuera sa vocation et deviendra photographe en parallèle). Il est d'abord libraire. En 1934, alors que Baroncelli est tombé malade, il s'occupe de sa manade et, séduit, choisit de la reprendre en main.
Prieur de la Confrérie des gardians (1941 à 1942), il est aussi membre associé de l'Académie d'Arles, et capitaine de la Nacioun gardiano de 1964 à 1990. En 1973, il est élu majoral du Félibrige. En 1984, il reçoit le diplôme d'honneur de la Fédération française de la course camarguaise.
Figure de l'« écrivain-manadier » (aux côtés de Joseph d'Arbaud ou Bernard de Montaut-Manse), il est par ailleurs l'auteur de plusieurs ouvrages, dont un recueil de nouvelles, Camarguaises, qui reçoit le prix Toutain de l'Académie française en 1960, puis se voit attribuer le prix Broquette-Gonin, à l'occasion d'une réédition, en 1983 ; il est aussi repris dans l'anthologie de Guy Dugas, Gens de Camargue et de bouvine (1999).

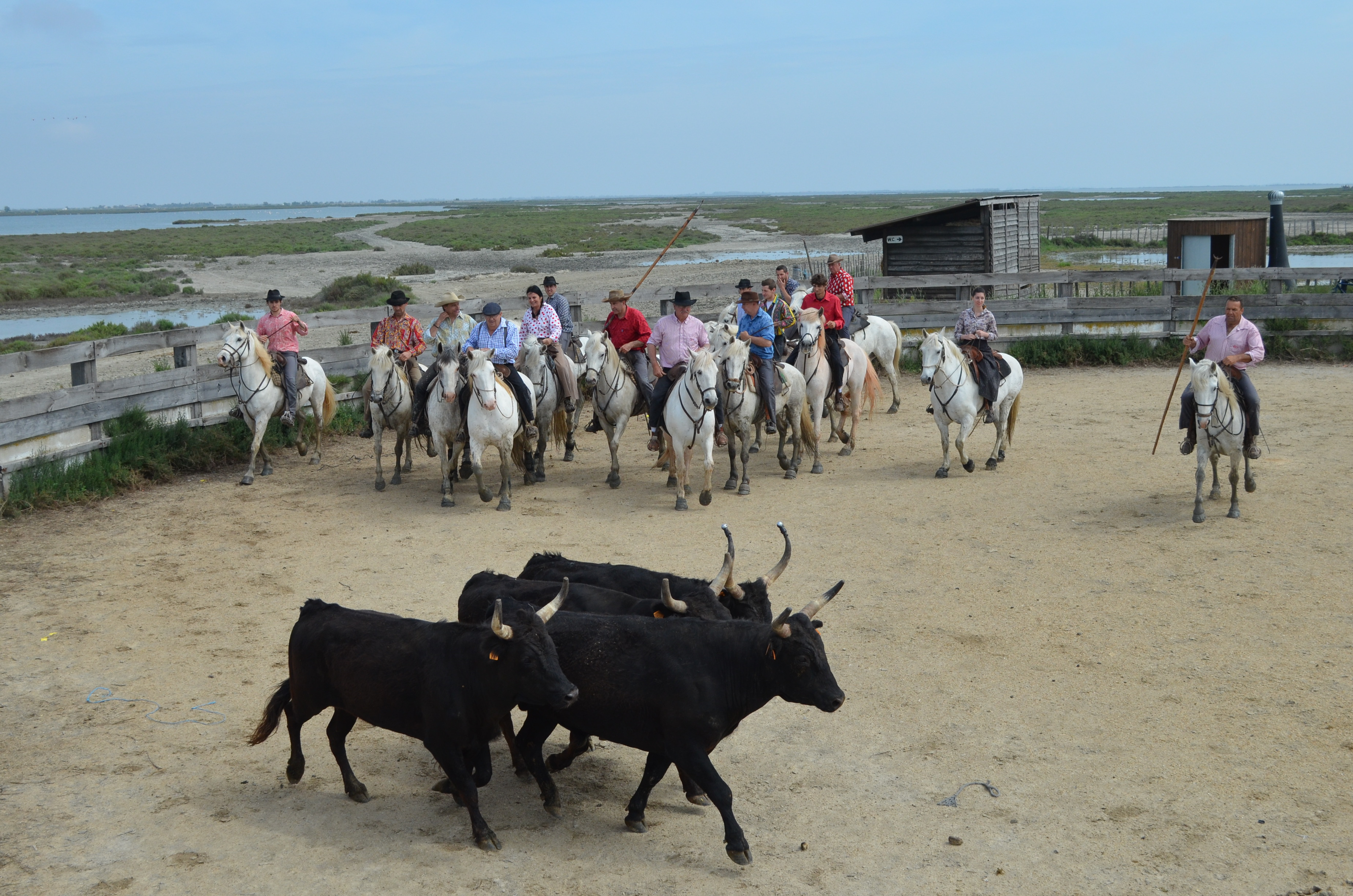
Le bouvaou Henri-Aubanel.

Il meurt en 1998.

## Postérité
Le Comité d'organisation des fêtes des Saintes-Maries-de-la-Mer lui dédie une journée annuelle.
Plusieurs rues portent son nom (Le Cailar, Aimargues et Gallargues-le-Montueux) et au bouvaou de la manade, aux Saintes-Maries-de-la-Mer.

## Ouvrages
- Je suis manadier, Paris, Le Conquistador, coll. « Mon métier », 1957 (BNF 31737976).
- Camarguaises (préf. André Chamson), Paris, Albin Michel, 1960 (BNF 32908822).
- Avec Alphonse Arnaud, La Nacioun gardiano, Les Angles, Provence Paris Publicité, 1970 (BNF 35249708).